# クリスティアン・ユリウス・ヴィルヘルム・シーデ
クリスティアン・ユリウス・ヴィルヘルム・シーデ（Christian Julius Wilhelm Schiede、1798年2月3日 - 1836年12月） は、ドイツの医師、植物学者である。
カッセルで生まれた。ベルリン大学とゲッティンゲン大学で自然科学と医学を学び、1825年に学位を得て、カッセルで医師を開業した。
1826年にベルリンの博物学者、フェルディナント・デッペ（Ferdinand Deppe）とメキシコに初めて渡り、その後2人は何度もメキシコを旅した。1828年に、メキシコ、ベラクルス州のハラパに留まり、ベラクルスの探検を行った。メキシコの植物の多くをヨーロッパへ送った。2人は、ベルリンやウィーンなどのヨーロッパの博物館や植物商にメキシコの植物を売る事業を計画し、価格表をつくるが、事業は成立せず、1830年には事業をやめた。デッペは帰国したが、シーデはメキシコに留まり、医師を開業し、38歳でメキシコで没した。
1824年から1829年までにシーデの送ったコレクションは、シュレヒテンダールによって、研究、記載された。
ラン科の属、Schiedeellaやナデシコ科の属、Schiedeaに献名された。

## 著作
- Über Bastarde im Pflanzenreich. In: Flora oder Botanische Zeitung; 1824, Nr. 7, S. 97-112.
- De plantis hybridis sponte natis. Göttingen: Cassellis Cattorum, Dissertation 1825.